# Град (телеканал)
Телеканал «Град» — одеський регіональний телеканал.

## Історія
У травні 2004 року, телерадіокомпанія (ТРК) «Град» була зареєстрована, як суб'єкт інформаційної діяльності.
В червні 2004 року, ТРК «Град» була визнана Національною радою України з питань телебачення та радіомовлення — переможцем конкурсу на право мовлення в Одесі на частоті 87.5, першій частоті в FM діапазоні. З грудня 2004 року в одеському радіоефірі з'явилася радіостанція «Перше Радіо FM1».
У грудні 2004 року, Національна рада України з питань телебачення і радіомовлення визнала ТРК «Град» переможцем конкурсу на право мовлення на 60-ому телеканалі в місті Одесі.
8 листопада 2005 року був підготовлений перший телевізійний випуск новин ТРК «ГРАД».
З 2005 по 2007 рік телерадіокомпанія «Град» розвинула мережу регіонального мовлення в аналоговому діапазоні, перетворившись, в єдиний на той час, в Одеській області комерційний ефірний регіональний телеканал.
За даними соціологічних та електронних досліджень різноманітних компаній, телерадіокомпанія «Град» входить в трійку лідерів серед місцевих мовників.
ТРК «Град» була членом Національної асоціації медіа (НАМ), а директор компанії «Град» — Анатолій Балінов — був головою правління цієї всеукраїнської організації.
З 1 жовтня 2024 року ТРК «Град» — припинила свою діяльність, а 1 січня 2025 року відновив[джерело?].

## Керівництво
- Директор телеканалу — Анатолій Балінов.
- Головний редактор телеканалу — Лариса Швець.

## Ведучі
- Ігор Розов
- Віктор Раду
- Олена Астрахович
- Ірина Мінаєва
- Наталя Стафєєва
- Аліса Алданова

## Програми телерадіокомпанії
- Телевізійний випуск новин;
- «Архивная Одиссея»
- «Пока светит солнце»
- «В центре внимания»
- «Единая страна»
- «Тема дня»
- «О главном»
- «Детская Академия Музыки»
- «На самом деле»
- «Ваш выбор»
- «Жемчужины Одессы»
- «Кожура»
- «Курортный сезон»
- «Экономикс»
- «Сфера»